# Чрмошниці-при-Стопичах
Чрмошниці-при-Стопичах (словен. Črmošnjice pri Stopičah) — поселення в общині Ново Место, регіон Південно-Східна Словенія, Словенія. Висота над рівнем моря: 195 м.